# Terence Vincent Powderly

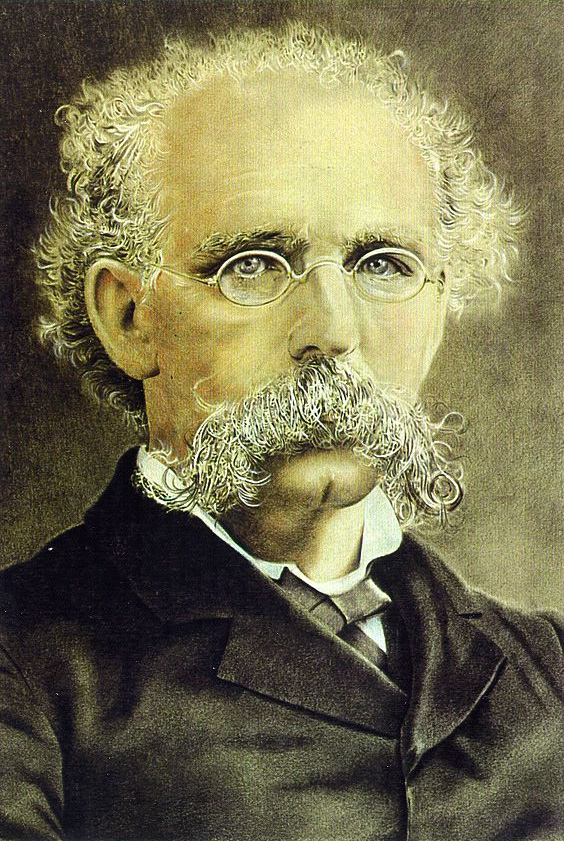
Terence Vincent Powderly

Terence Vincent Powderly (* 22. Januar 1849 in Carbondale, Pennsylvania; † 24. Juni 1924 in Washington, D.C.) war amerikanischer Gewerkschafter, von 1879 bis 1893 Führer der Knights of Labor, Bürgermeister, Anwalt, Generalbevollmächtigter der US-Einwanderungsbehörde und später Schlichter für das US-Department of Labor.

## Leben
Terence Vincent Powderly wuchs als 11. Kind einer irisch-katholischen Einwandererfamilie auf. Sein Vater war Terence Powderly und von Beruf Lastwagenfahrer. Seine Mutter war Margery Walsh und zog insgesamt 12 Kinder auf (8 Jungen und 4 Mädchen).
Terence besuchte die Schule in seiner Geburtsstadt Carbondale, wurde mit 13 Jahren Weichensteller bei der Delaware and Hudson Railway und entschloss sich mit 17 Jahren eine Ausbildung als Maschinist zu vollziehen, in dem Beruf er dann auch 11 Jahre lang bis 1877 arbeitete.
Am 19. September 1872 heiratete er Hanna Deyer und 18 Jahre nach ihrem Tod am 31. März 1919 Emma Fickenscher.
1871 trat er in die Gewerkschaft der Maschinisten und Schmiede ein, wurde ein Jahr später gewählter Vorsitzender einer untergeordneten Gliederung und 3 Jahre später deren Organisator für den Bereich West-Pennsylvania. Seine Gewerkschaftstätigkeit brachte ihn auf die Schwarze Liste und zusammen mit der Wirtschaftskrise von 1873 dann in die Arbeitslosigkeit.
Am 6. September 1876 wurde Powderly bei den Knights of Labor eingeführt, wurde 1877 deren gewählter Master Workman für die Stadt Scranton und übernahm auf dem Ticket der Greenback Labor Partei 1878 das Bürgermeisteramt der Stadt, für das er 1880 und 1882 jeweils für 2 Jahre wieder gewählt wurde.
1879 übernahm er von Uriah Smith Stephens (1821–1882) die Leitung der Gewerkschaft der Knights of Labor, die er bis 1893 innehatte.
Neben seiner Tätigkeit als Gewerkschaftsführer und Bürgermeister studierte er noch Jura und wurde nach erfolgreichem Abschluss seines Studiums 1894 zum Anwalt in Lackawanna County, Pennsylvania zugelassen. 1897 bekam er die Zulassung zum Supreme Court of Pennsylvania als Anwalt und vier Jahre später die Zulassung zum Supreme Court of the United States.
1897 wurde er von US-Präsident William McKinley in die US-Bundesverwaltung berufen und bekleidete dort von 1897 an bis zu seiner Abberufung durch Präsident Theodore Roosevelt 1902 das Amt des Generalbevollmächtigter der US-Einwanderungsbehörde. Nach einigen verschiedenen Jobs in den folgenden Jahren bekam er dann 1906 die Position des Special Representative of the Department of Commerce and Labor anvertraut. Er nutzte die Position um Europa zu bereisen und studierte dort die Gründe für die Emigration von Europäern nach Amerika.
Von 1907 bis 1921 übernahm er den Chefposten des Informationsamtes der Einwanderungsbehörde und von 1921 bis zu seinem Tod 1924 bekleidete er schließlich noch das Amt des Bevollmächtigten für Schlichtungen für das Arbeitsministerium.

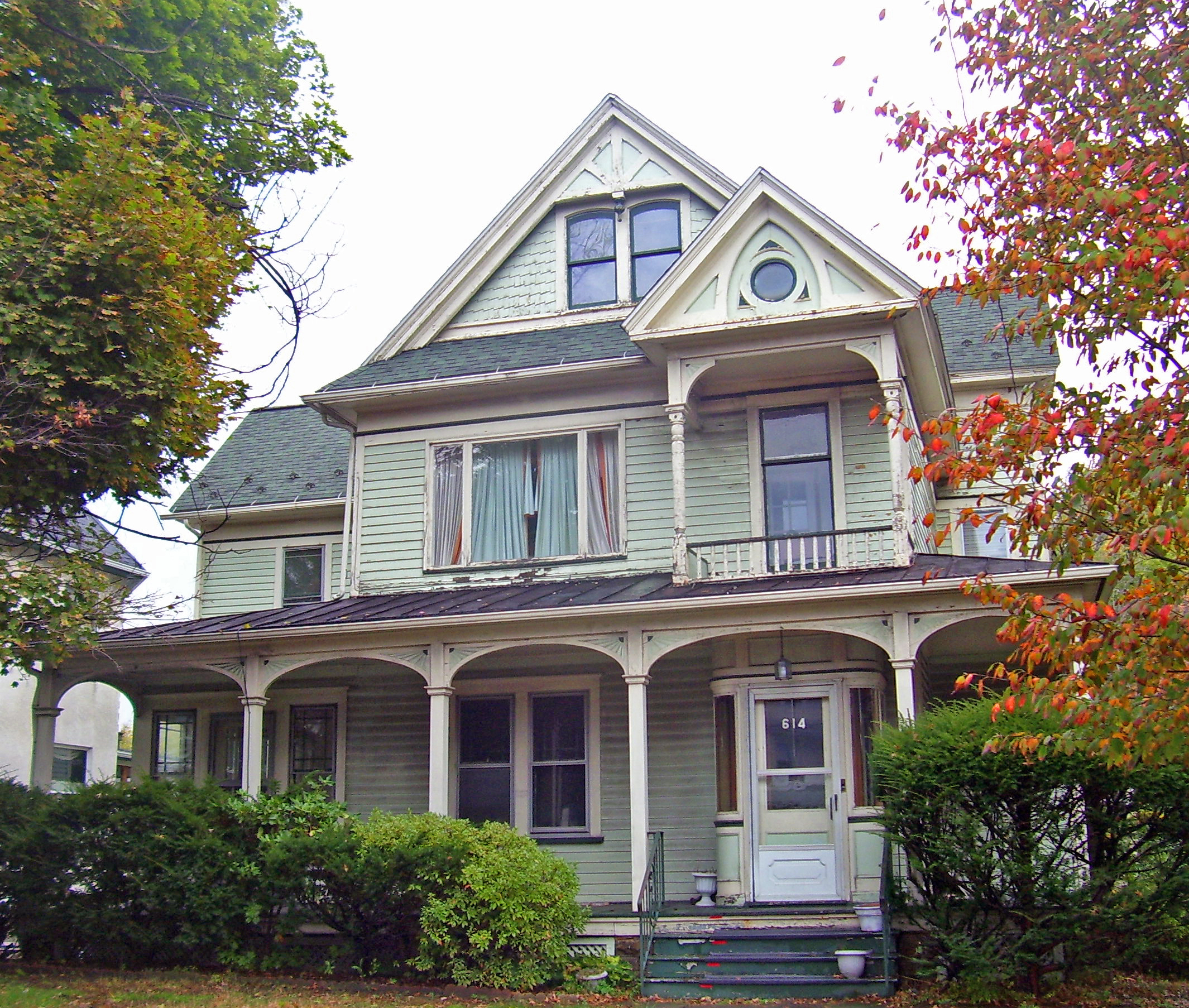
House of Terence Powderly in Scranton, Pennsylvania, USA

Powderly starb am 24. Juni 1924 in Washington D.C. 1999 wurde er posthum in die Labor Hall of Fame des U.S. Department of Labor aufgenommen.

## Wirken
Powderly äußerte sich mal so:

Wenn die Körper von Männern solange missbraucht, überstrapaziert und ausgehungert werden, bis die Stufe in der menschlichen Entwicklung erreicht wird, in der der Mann zum Tier mutiert, wird Spiritualität verkümmert, wenn nicht gar getötet und die feinste, nobelste Eigenschaft der menschlichen Seele wird erstickt.
Es war dieser erstickend Prozess, mit dem ich umgehen musste und ich kam direkter und enger in Kontakt mit ihm, als irgendeiner meiner Kritiker es tat.
Ich kam zu dem Glauben und durch meine Beobachtung und Erfahrung mit den Arbeitgebern wurde ich in diesem Glauben bestätigt, dass sie nicht nachdachten oder sich darum kümmerten, ob es die Aufgabe des Arbeiters war sich solange er konnte abzurackern, worauf der Ausbeuter seinen Gewinn realisieren konnte.
Powderly war auf der Seite der Arbeiter, der produzierend Beschäftigten und Lohnabhängigen. Er kritisierte das System und die Zustände deutlich: „Fünf Männer im Land kontrollieren die Hauptinteressen von Fünfhunderttausend arbeitenden Männern und können in jedem Moment die Mittel für den Lebensunterhalt von zweieinhalb Millionen Seelen nehmen“, radikal wurde er dadurch aber nicht.
Er trat engagiert für die Einführung des 8-Stunden-Tag und für gleiche Bezahlung für gleiche Arbeit ein, unabhängig von Rasse und Geschlecht. Er kämpfte für die Abschaffung von Kinderarbeit und der Ausleihe von Sträflingen.
Das Mittel des Streiks zur Erreichung der Ziele lehnte er aber ab. Er glaubte fest daran, dass Streiks die Arbeitnehmerorganisationen letztendlich schwächen und zum Nachteil und Schaden der Wirtschaft und Unternehmen und damit auch zum Nachteil der abhängig Beschäftigten führen würde.
Powderly war ein humanistisch geprägter Visionär, der mehr in längerfristige Ziele interessiert war. So förderte er z. B. während seiner Zeit als Gewerkschaftsführer der Knights of Labor aktiv die Bildung von Kooperativen. Unter seiner Regie und Unterstützung entstanden 135 Produktions- und Konsum-Kooperativen.
Er war ein guter Organisator, Redner und Schreiber, hatte Takt und diplomatisches Geschick. Sein etwas überheblich und snobistisch wirkendes Auftreten ließen seine Vorzüge manchmal in den Hintergrund treten.
Über sein beruflich professionelles Wirken hinaus, bewies sich Powderly später auf seine Europareisen auch noch als talentierter Amateurfotograf.

## Werke
- Terence Vincent Powderly: Thirty Years of Labor, 1859 to 1889. Augustus M. Kelley, New York, 1967. (autobiografische Arbeit).
- Terence Vincent Powderly: The Path I Trod. AMS Press, New York, 1940. (autobiografische Arbeit von 1921, posthum veröffentlicht 1940) ISBN 0-404-05098-0.
- Terence Vincent Powderly: The Organization of Labor. The North American review 135: 118–127, University of Northern Iowa, August 1882.
- Terence Vincent Powderly: The Army of the Discontented. The North American review 140: 369–378, University of Northern Iowa, April 1885.
- Terence Vincent Powderly: A Menacing Irruption. The North American review 147: 369–378, University of Northern Iowa, August 1888.
- Terence Vincent Powderly: The Plea for Eight Hours. The North American review 150: 464–470, University of Northern Iowa, April 1890. - (Weblink zum Text gesehen am 2. Juli 2008).
- Terence Vincent Powderly: The Workingman and Free Silver. The North American review 153: 728–737, University of Northern Iowa, Dezember 1891.
- Terence Vincent Powderly: Abraham Lincoln 1809 – 1865. The Knights of Labor, 1894. - (Weblink zum Text gesehen am 2. Juli 2008).
- Terence Vincent Powderly: A Healthy Public Opinion. Distances the Knights of Labor from the Haymarket Martyrs, 1890. - (Weblink zum Text gesehen am 2. Juli 2008).
- Terence Vincent Powderly, Edmund Janes: The Labor Movement: The Problem of To-day. The M. W. Hazen Company, 1891.

## Weiterführende Literatur
- Norman J. Ware, The Labor Movement in the United States 1860-1895 (A Study in Democracy), Vintage Books, Toronto, Canada, 1929.
- Vincent J. Falzone, Terence V. Powderly, Middle Class Reformer, University Press of America, Washington, 1978.
- Craig Phelan, Grand Master Workman: Terence Powderly and the Knights of Labor, Greenwood Press, Westport, 2000.

| Personendaten    | Personendaten                    |
| ---------------- | -------------------------------- |
| NAME             | Powderly, Terence Vincent        |
| ALTERNATIVNAMEN  | Powderly, Terence                |
| KURZBESCHREIBUNG | US-amerikanischer Gewerkschafter |
| GEBURTSDATUM     | 22. Januar 1849                  |
| GEBURTSORT       | Carbondale, Pennsylvania         |
| STERBEDATUM      | 24. Juni 1924                    |
| STERBEORT        | Washington, D.C.                 |